# Horst Mehrländer
Horst Mehrländer (* 12. September 1939 in Breslau) ist ein deutscher Politiker  der FDP. Er war von 1996 bis 2006 Staatssekretär im Wirtschaftsministerium Baden-Württemberg. Mehrländer ist verheiratet.

## Ausbildung und Beruf
Mehrländer legte 1959 das Abitur ab. Anschließend war er bei der Bundeswehr, die er 1960 als Leutnant der Reserve verließ. Danach studierte er bis 1965 Volkswirtschaft an den Universitäten Göttingen und Bonn. Sein Studium schloss er als Diplom-Volkswirt ab. 1968 promovierte er zum Dr. rer. pol. an der Universität Bonn.

## Politische Tätigkeit
Nach seinem Studium war er zunächst bis 1977 beim Bundesministerium für Wirtschaft, anschließend in der FDP-Fraktion im Deutschen Bundestag tätig. 1985 leitete er für drei Jahre ein Referat in der Abteilung Europapolitik des Bundesministeriums für Wirtschaft. 1989 wurde er Leiter des Ministerbüros von Bundeswirtschaftsminister Helmut Haussmann und ab 1991 war er Leiter einer Unterabteilung im gleichen Ministerium.
Im Juni 1996 berief ihn der baden-württembergische Ministerpräsident Erwin Teufel in sein Kabinett und übertrug ihm die Aufgaben eines Staatssekretärs im Wirtschaftsministerium. Dieses Amt übte er bis Juni 2006 aus. Vor seiner Berufung zum Staatssekretär war er Mitglied des Richtlinien-Verabschiedungs-Ausschusses der Kommission Reinhaltung der Luft.

## Auszeichnungen
- 1989: Bundesverdienstkreuz am Bande
- 2007: Verdienstmedaille des Landes Baden-Württemberg